# BRICK ブリック
『BRICK ブリック』（原題：BRICK）は、2005年のアメリカ映画。高校生が女子生徒の死の真相に迫るミステリー・サスペンス映画。
若手のライアン・ジョンソンが監督を務め、サンダンス映画祭審査員特別賞はじめ、多くの賞を受賞した。ジョゼフ・ゴードン＝レヴィット主演。

## ストーリー
南カリフォルニアのサンクレメンテ高校に通うブレンダンは、元交際相手のエミリーから助けを求める電話を受けた。だが、ブレンダンはその話を理解できず、エミリーは"ブリック"と"ピン"という謎めいた言葉を残して電話を切った。納得できないブレンダンは、親友ブレインとともにエミリーを探す。しかし2日後、排水溝でエミリーの遺体が見つかり、二人は彼女の死の真相を探りだす。

## キャスト
- ブレンダン - ジョセフ・ゴードン＝レヴィット
- ブレイン - マット・オリアリー
- エミリー - エミリー・デ・レイヴィン
- ローラ - ノラ・ザヘットナー
- ピン - ルーカス・ハース
- タグ - ノア・フレイス
- トゥルーマン副教頭 - リチャード・ラウンドトゥリー
- カーラ - ミーガン・グッド
- ブラッド - ブライアン・ホワイト
- ドード - ノア・セガン

## 製作
この映画は、カリフォルニア郊外の高校で女子生徒の死の謎を追う、高校生らの会話が中心となっている。監督のライアン・ジョンソンは、ハードボイルド・探偵作品の作家としてしられるダシール・ハメットの著書から、プロット、キャラクター構成、対話などの影響を受け、本作の脚本を書いた。
ジョンソンは1990年のギャング映画『ミラーズ・クロッシング』での、コーエン兄弟のインタビューを通じてハメットの作品を発見した。彼はまず『血の収穫』（Red Harvest）を読み、続いて『マルタの鷹』（The Maltese Falcon）、『ガラスの鍵』（The Glass Key）を読んだ。後者の作品はコーエン兄弟が影響を受けていた。

### 撮影
ジョンソンは映画の予算として約45万ドルを取得した後、2003年からプロダクションを開始した。
この映画は20日間で撮影されたが、ジョンソンは事前に台本を洗練し、3か月間俳優たちとリハーサルを行っていた。
ジョンソンはジョゼフ・ゴードン＝レヴィットをManic（2001年の映画、日本未公開）という映画を見て知り、若い俳優をキャスティングしたいと思っていたためオファーした。ジョンソンは俳優陣にハメット作品を読んでもらうように勧めたが、彼らの演技に影響を与えたくなかったため、ノワール映画は見ないようにさせた。
代わりに『アパートの鍵貸します』（The Apartment）など、ビリー・ワイルダーのコメディのような映画を見せたという。
また視覚効果についてジョンソンは、セルジオ・レオーネのスパゲッティ・ウェスタン映画や、渡辺信一郎の『カウボーイビバップ』などの影響を受けたことを挙げた。

### 公開
日本では2007年4月14日から公開された。DVDタイトルは『消された暗号　BRICK-ブリック-』。2007年には『BRICK ブリック』のタイトルでも発売された。

## 評価
映画批評サイトのRotten Tomatoesは、138件のレビューに基づき80%の評価を示し、評価の平均点を10点中7.1点としている。
また批評家の総意を「これまでのノワールに対するこの面白いオマージュ作品は、現代の高校の環境にぴったりとしたものになっている」としている。
批評家のロジャー・イーバートは、4つ星満点中3つ星の評価を付け、映画のスタイル、アイデアへの監督の絶対的なコミットメントが印象的であると評した。また、この監督の次の映画作品が楽しみだとコメントしている。

### 興行成績
制作費はわずか45万ドルで作られた。興行収入は北米で207万ドル、世界合計で390万ドルの収入を得た。

### 受賞とノミネート
本作が初の長編映画となるライアン・ジョンソンは、初監督としては非常に多くの賞にノミネートされた。
| 賞・組織                           | 部門                                       | 対象                                                      | 結果       |
| ---------------------------------- | ------------------------------------------ | --------------------------------------------------------- | ---------- |
| サンダンス映画祭                   | 特別審査員賞：ドラマ部門                   | ライアン・ジョンソン                                      | 受賞       |
| サンダンス映画祭                   | 審査員大賞：ドラマ部門                     | ライアン・ジョンソン                                      | ノミネート |
| シカゴ映画批評家協会               | 最有望監督部門                             | ライアン・ジョンソン                                      | 受賞       |
| トロント映画批評家協会             | 初長編映画部門                             | ライアン・ジョンソン                                      | 受賞       |
| シッチェス・カタロニア国際映画祭   | シチズンケイン賞：監督部門                 | ライアン・ジョンソン                                      | 受賞       |
| シッチェス・カタロニア国際映画祭   | 作品賞                                     | ライアン・ジョンソン                                      | ノミネート |
| サンフランシスコ映画批評家協会賞   | オリジナル脚本賞                           | ライアン・ジョンソン                                      | 受賞       |
| エンパイア賞                       | 最優秀新人賞：監督部門                     | ライアン・ジョンソン                                      | ノミネート |
| オンライン映画批評家協会           | ブレイクスルー映画監督賞                   | ライアン・ジョンソン                                      | ノミネート |
| ユタ映画批評家協会                 | 脚本賞                                     | ライアン・ジョンソン                                      | 受賞       |
| オースティン映画批評家協会         | 初監督賞                                   | ライアン・ジョンソン                                      | 受賞       |
| ドーヴィル・アメリカ映画祭         | 特別大賞                                   | ライアン・ジョンソン                                      | 受賞       |
| コニャックスリラー映画祭           | 新人賞                                     | ライアン・ジョンソン                                      | 受賞       |
| インディペンデント・スピリット賞   | ジョン・カサヴェテス賞                     | ライアン・ジョンソン ラム・バーグマン マーク・G・マティス | ノミネート |
| インディペンデント・スピリット賞   | プロデューサー賞                           | ラム・バーグマン                                          | ノミネート |
| 英国インディペンデント映画賞       | 作品賞：海外映画部門                       | 作品                                                      | ノミネート |
| サテライト賞                       | オリジナル作曲賞                           | ネイサン・ジョンソン                                      | ノミネート |
| セントラルオハイオ映画批評家協会賞 | 見逃された優秀作品                         | 作品                                                      | 受賞       |
| セントラルオハイオ映画批評家協会賞 | オリジナル脚本賞                           | ライアン・ジョンソン                                      | 受賞       |
| セントラルオハイオ映画批評家協会賞 | 作曲賞                                     | ネイサン・ジョンソン                                      | ノミネート |
| セントラルオハイオ映画批評家協会賞 | 映像賞                                     | 作品                                                      | ノミネート |
| ゴールデンシュメーズ賞             | 脚本賞                                     | ライアン・ジョンソン                                      | ノミネート |
| ゴールデンシュメーズ賞             | 今年の最も過小評価された映画               | 作品                                                      | ノミネート |
| ゴールデン・トレーラー賞           | ベスト予告編賞：予告タイトル部門           | 作品                                                      | 受賞       |
| ゴールデン・トレーラー賞           | ベスト予告編賞：インディペンデント映画部門 | 作品                                                      | ノミネート |